# Portrait présumé de Laudomia Gozzadini
Le Portrait présumé de Laudomia Gozzadini est un tableau réalisé par la peintre italienne Lavinia Fontana vers 1600. De format vertical, cette petite huile sur cuivre est le portrait d'une jeune femme assise en robe blanche devant un fond noir. Installée sur une chaise rouge à côté d'une table à la nappe de la même couleur, elle tient un chiot sur sa cuisse gauche. Longtemps envisagée comme un autoportrait, l'œuvre est désormais considérée comme une représentation de Laudomia Gozzadini, laquelle figure, sous des traits similaires, dans un portrait de famille réalisé par l'artiste en 1584 : La Famille Gozzadini. Cette famille noble vivait à Bologne, en Italie.
La peinture est issue de la collection Campana. Acquise par la France en 1861, en dépôt au musée des Beaux-Arts et d'Archéologie de Besançon depuis 1864, elle est, depuis 2022, la propriété de la commune de Besançon, après son transfert à titre gratuit par l'État.

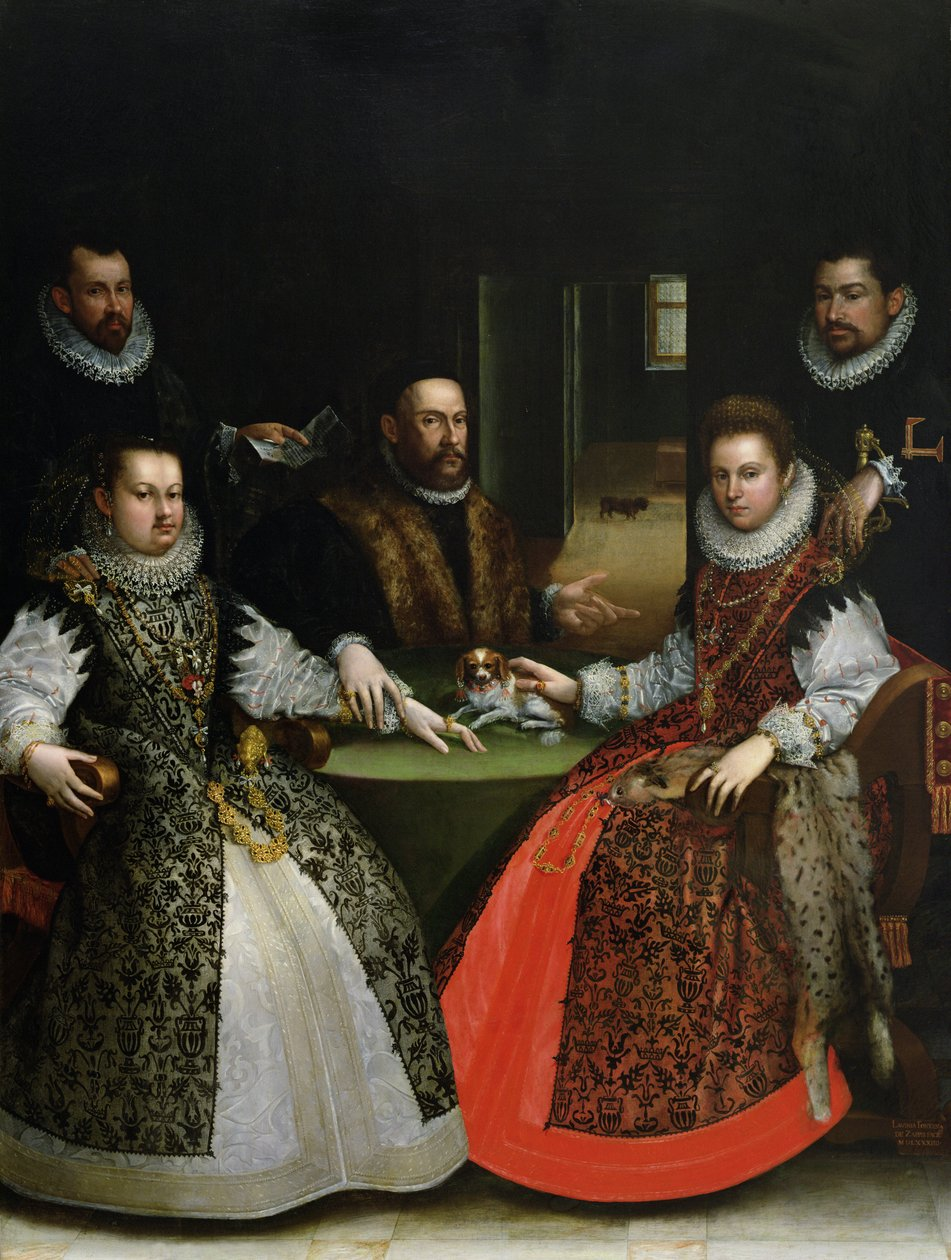
La Famille Gozzadini, 1584 – Pinacothèque nationale de Bologne, Bologne.